# Грисьо, Юрий Ярославович
Юрий Ярославович Грисьо (укр. Юрій Ярославович Грисьо; род. 15 июля 1974, Винники, Львовская область) — украинский футбольный судья, представляет город Львов. Судья Премьер-лиги с 2008 года. Сын футбольного судьи и функционера Ярослава Грисьо, брат судьи Андрея Грисьо.

## Карьера
Окончил Львовский государственный университет физической культуры.
Судейскую карьеру начал в 1995 году с региональных соревнований. Судья ДЮФЛ и любительского первенства Украины (1996—1999), второй лиги (1999—2003), первой лиги (2003—2007, 2013—2014).
2 августа 2008 года дебютировал в Премьер-лиге в матче ФК «Харьков» — «Арсенал» (Киев).

## Статистика в элитном дивизионе
По состоянию на 14 октября 2016 года:
И — игры, Ж — желтые карточки, К — красные карточки, П — назначенные пенальти.
| Сезон   | И  | Ж   | К  | П  |
| ------- | -- | --- | -- | -- |
| 2008/09 | 9  | 22  | —  | —  |
| 2009/10 | 12 | 33  | 1  | 1  |
| 2010/11 | 11 | 31  | 1  | 1  |
| 2011/12 | 9  | 50  | 3  | —  |
| 2012/13 | 7  | 24  | —  | 2  |
| 2014/15 | 4  | 15  | —  | 2  |
| 2015/16 | 10 | 36  | 6  | 7  |
| 2016/17 | 4  | 16  | —  | 1  |
| Всего   | 66 | 227 | 11 | 14 |